# Satoshi Tsunami
Satoshi Tsunami (Tòquio, Japó, 14 d'agost de 1961) és un futbolista japonès retirat que va disputar 78 partits amb la selecció japonesa.